# Kristelig Folkeparti

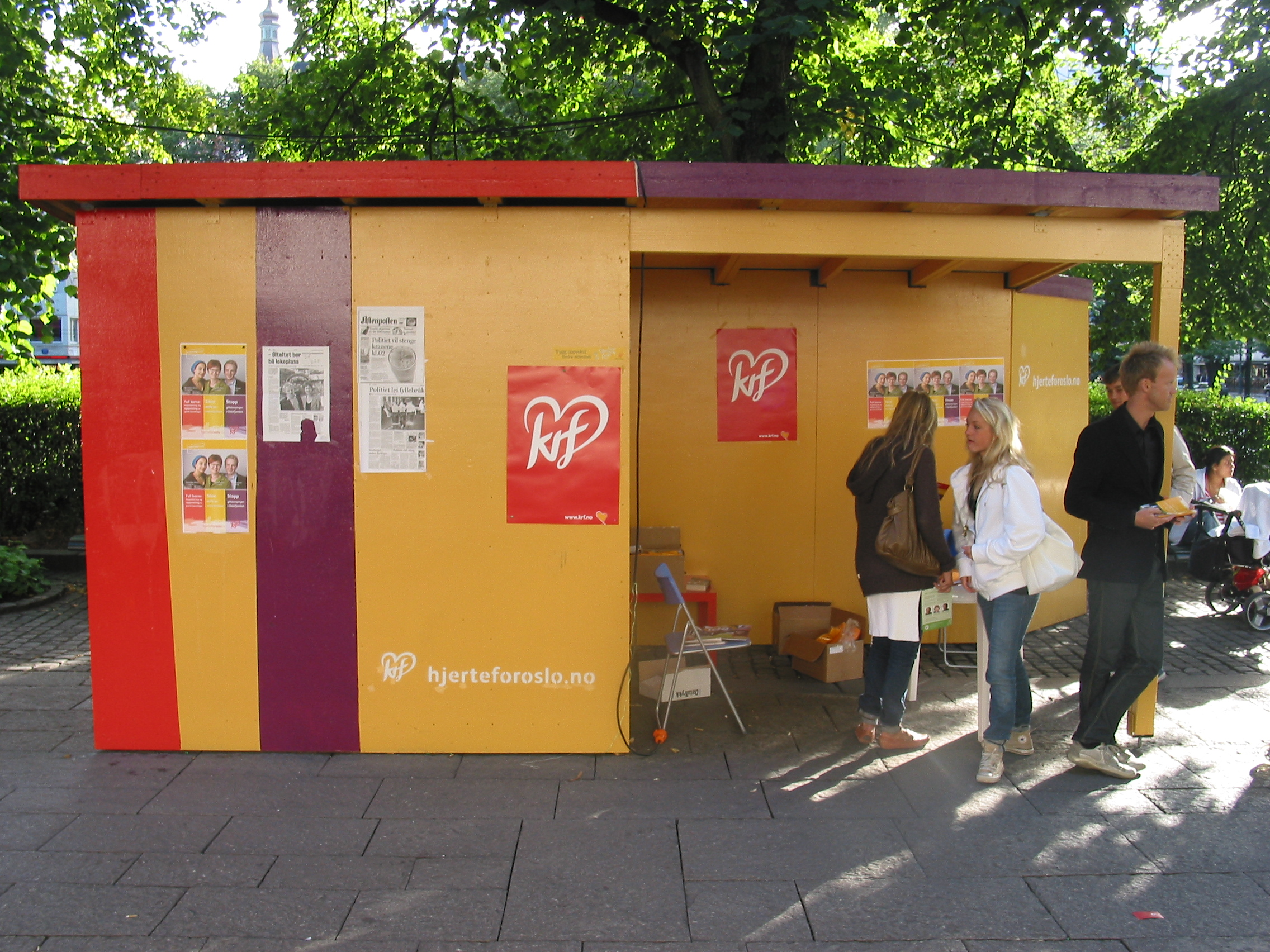
Kristeleg Folkepartis valbod på Karl Johans gate i Oslo (2007).

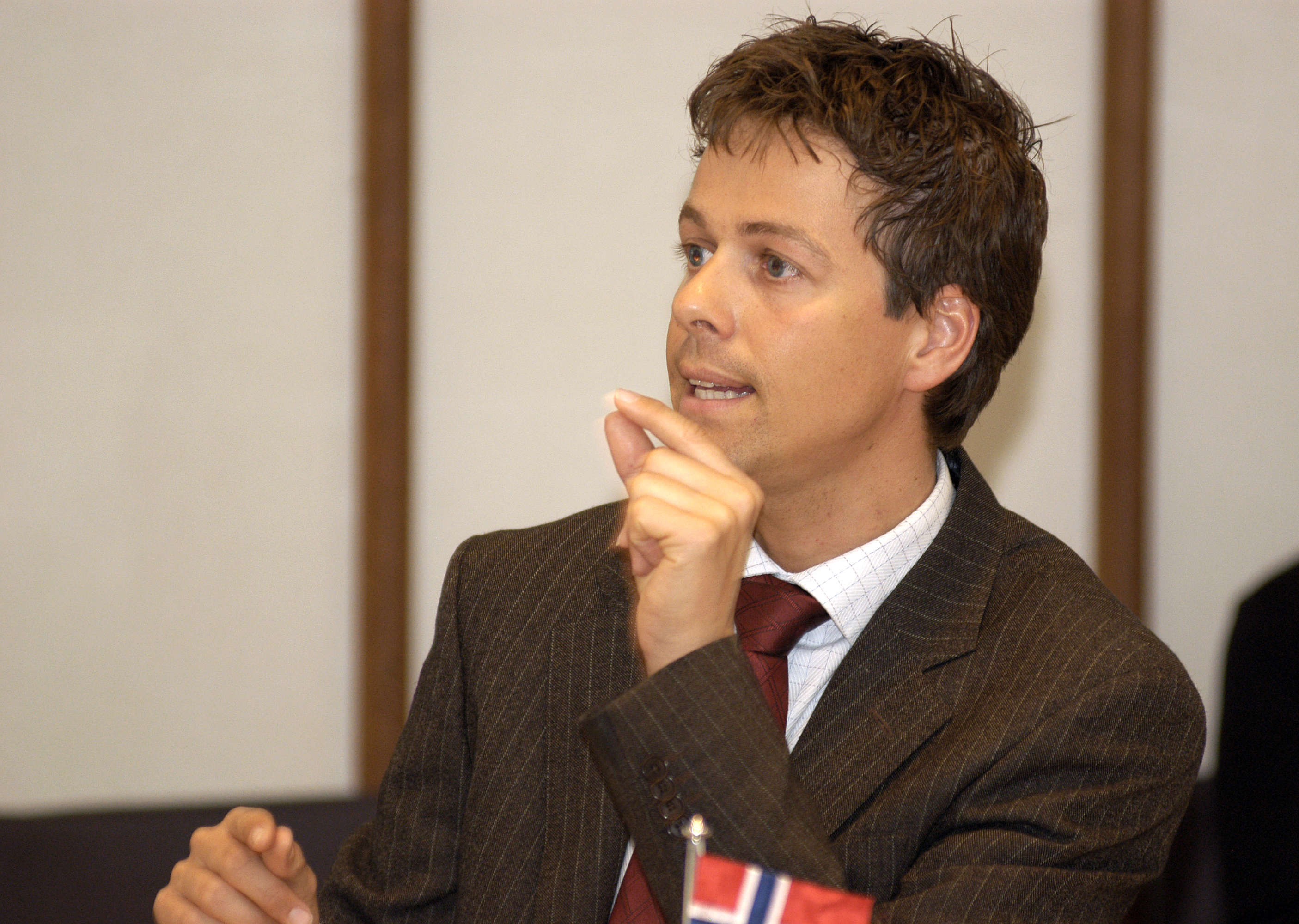
Knut Arild Hareide.

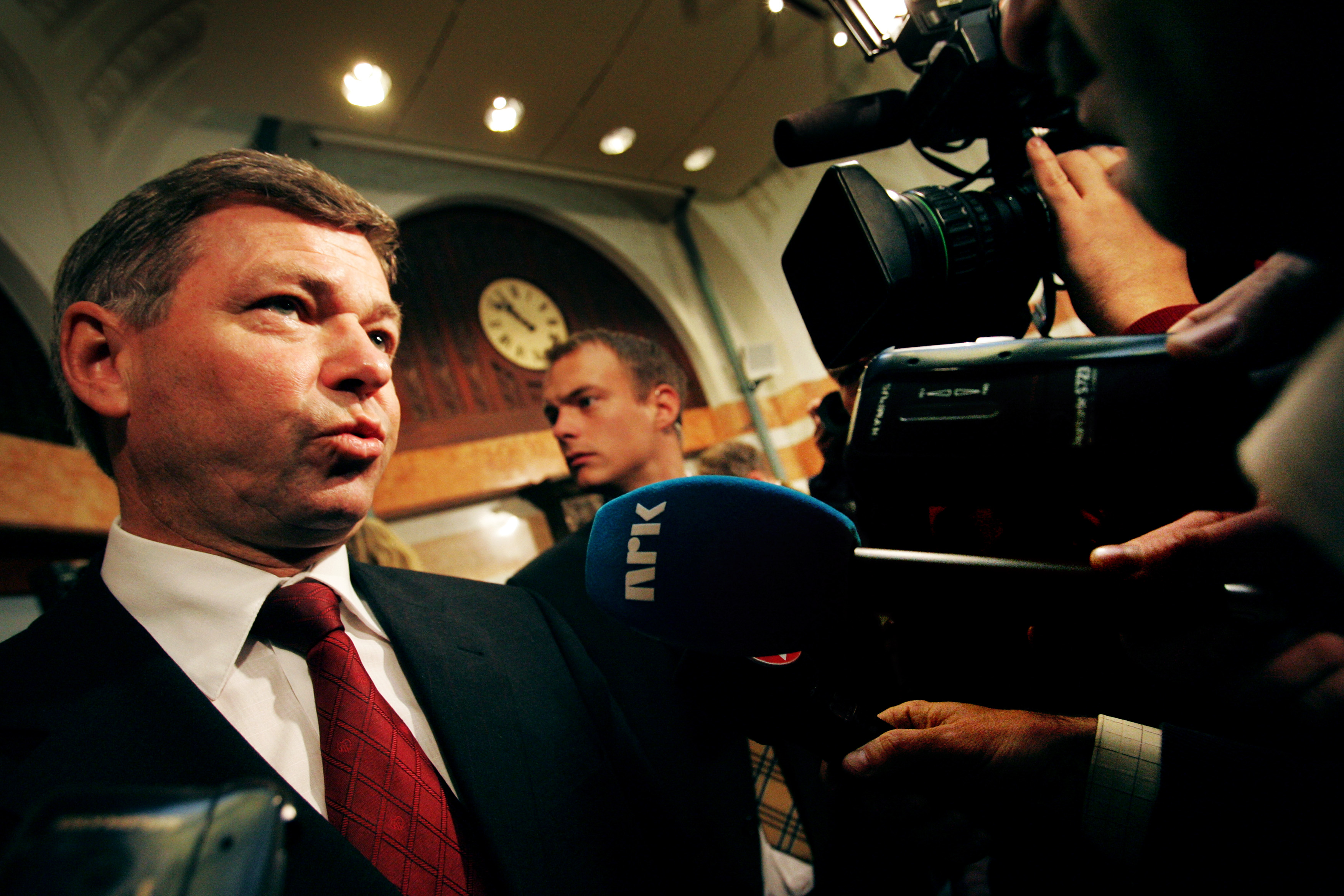
Kjell Magne Bondevik.

Kristelig Folkeparti (bokmål) eller Kristeleg Folkeparti (nynorska) – förkortning: KrF – är ett norskt kristdemokratiskt politiskt parti, grundat den 4 september 1933.
Lars Korvald från KrF var Norges statsminister 1972–1973. Kjell Magne Bondevik var det i två perioder, 1997–2000 och 2001–2005. Kristelig Folkeparti var stödparti till högerregeringen Solberg mellan 2013 och 2019, innan partiet mellan 2019 och 2021 tog plats i regeringen med ministerposter.
I augusti 2024 blev Dag-Inge Ulstein tillförordnad partiledare för KrF, och i januari 2025 valdes han till ordinarie partiledare.

## Historia
Kristelig Folkeparti grundades 1933 i Hordaland fylke där många, särskilt i det liberala partiet Venstre, såg med oro på att man lade allt mindre vikt vid de kristna värderingarna.
Det nya partiet uppnådde parlamentarisk representation redan i valet samma år, då bibelskolerektorn Nils Lavik valdes in i Stortinget.
Vid valet 1945 skedde det stora genombrottet för Kristelig Folkeparti som ett landstäckande parti. Trots att partiet hade en klent uppbyggd organisation och få kända politiker fick man ändå, mycket överraskande, 117 000 röster eller knappt 8 procent av rösterna. Det gav åtta mandat i Stortinget.

## Regeringar
Partiet har haft två statsministrar: Lars Korvald och Kjell Magne Bondevik. Partiet har deltagit i åtta koalitionsregeringar:
- Regeringen Lyng H, KrF, Sp, V (28 augusti 1963–25 september 1963)
- Regeringen Borten H, KrF, Sp, V (12 oktober 1965–17 mars 1971)
- Regeringen Korvald KrF, Sp, V (18 oktober 1972–16 oktober 1973)
- Regeringen Willoch II H, KrF, Sp (8 juni 1983 1983–9 maj 1986)
- Regeringen Syse H, KrF, Sp (16 oktober 1989–3 november 1990)
- Regeringen Bondevik I KrF, Sp, V (17 oktober 1997–17 mars 2000)
- Regeringen Bondevik II H, KrF, V (19 oktober 2001–17 oktober 2005)
- Regeringen Solberg H, Krf, V och under en period även FrP (22 januari 2019–14 oktober 2021)

## Partiledare
- Ingebrigt Bjørø 1933–1938
- Nils Lavik 1938–1951
- Erling Wikborg 1951–1955
- Einar Hareide 1955–1967
- Lars Korvald 1967–1975
- Kåre Kristiansen 1975–1977
- Lars Korvald 1977–1979
- Kåre Kristiansen 1979–1983
- Kjell Magne Bondevik 1983–1995
- Valgerd Svarstad Haugland 1995–2004
- Dagfinn Høybråten 2004–2011
- Knut Arild Hareide 2011–2019
- Kjell Ingolf Ropstad 2019–2021
- Olaug Bollestad 2021–2024
- Dag-Inge Ulstein 2024–

## Stortingsvalresultat
| År   | Röstandel | Mandat |
| ---- | --------- | ------ |
| 1933 | 0,8 %     | 1      |
| 1936 | 1,3 %     | 2      |
| 1945 | 7,9 %     | 8      |
| 1949 | 8,5 %¹    | 9      |
| 1953 | 10,5 %    | 14     |
| 1957 | 10,2 %    | 12     |
| 1961 | 9,6 %¹    | 15     |
| 1965 | 8,1 %¹    | 13     |
| 1969 | 9,4 %¹    | 14     |
| 1973 | 12,2 %¹   | 20     |
| 1977 | 12,4 %¹   | 22     |
| 1981 | 9,4 %¹    | 15     |
| 1985 | 8,3 %     | 16     |
| 1989 | 8,5 %     | 14     |
| 1993 | 7,9 %     | 13     |
| 1997 | 13,7 %    | 25     |
| 2001 | 12,4 %    | 22     |
| 2005 | 6,8 %     | 11     |
| 2009 | 5,5 %     | 10     |
| 2013 | 5,6 %     | 10     |
| 2017 | 4,2 %     | 8      |
| 2021 | 3,8 %     | 3      |

¹ I dessa val hade Kristelig Folkeparti valteknisk samverkan med ett eller flera av partierna Det Nye Folkepartiet/Det Liberale Folkepartiet, Høgre, Senterpartiet eller Venstre, detta tal bygger på en beräkning av hur rösterna på de gemensamma listorna fördelades på de enskilda partierna.